# Brændværdi
Brændværdi defineres som den varme, der frigøres ved fuldstændig forbrænding af en enhed af et brændbart stof.

## Brændværdier
Som en enhed for hvor meget kemisk energi et stof indeholder, bruger man størrelsen brændværdi. Brændværdien af et stof er den energimængde, der frigives ved forbrænding af 1 kg af stoffet. Det er normalt den kalorimetriske brændværdi eller øvre brændværdi, der tales om:

### Øvre brændværdi, kalorimetrisk brændværdi
Den øvre brændværdi (eng: heat of combustion) angiver den (totale) kemiske energi i et stof per afbrændt mængde. Den kaldes også kalorimetrisk brændværdi, da den typisk bestemmes med kalorimeter.

### Nedre brændværdi
Ved forbrænding frigives ofte energiholdig vanddamp, der ikke altid udnyttes. Den nedre brændværdi beregnes kun på grundlag af nyttevarmen (det der ikke tabes i dampen), og den nedre brændværdi er derfor altid mindre end den øvre brændværdi. I en traditionel gaskedel forlader vanddampen netop systemet uudnyttet, hvorimod en kondenserende kedel også udnytter en del af energien i vanddampen ved at lade den kondensere, hvorved fortætningsvarme frigives.

### Fysiologisk brændværdi
Fysiologisk brændværdi er et mål for, hvor meget energi en bestemt mængde af en fødevare bidrager med i det menneskelige legeme til opvarmning og vedligeholdelse af væv. Der tages hensyn til, at en del af energien i kosten ender uudnyttet i afføring og urin. En fødevares fysiologiske brændværdi er altid mindre end dens kalorimetriske brændværdi, idet energiholdige stoffer udskilles i afføring og urin.

## Brændværdi for almindelige brændstoffer og brændsler
| Øvre brændværdier1 Arkiveret 8. august 2007 hos Wayback Machine | Øvre brændværdier1 Arkiveret 8. august 2007 hos Wayback Machine | Øvre brændværdier1 Arkiveret 8. august 2007 hos Wayback Machine | Øvre brændværdier1 Arkiveret 8. august 2007 hos Wayback Machine |
| Brændstof eller brændsel                                        | MJ/kg                                                           | BTU/lb                                                          | kJ/mol                                                          |
| --------------------------------------------------------------- | --------------------------------------------------------------- | --------------------------------------------------------------- | --------------------------------------------------------------- |
| Hydrogen (brint)                                                | 141,79                                                          | 61.000                                                          | 286                                                             |
| Propan                                                          | 50,35                                                           | ---                                                             | 2,219                                                           |
| Butan                                                           | 49,51                                                           | 20.900                                                          | 2,800                                                           |
| Benzin                                                          | 42,7                                                            | 20.400                                                          | ---                                                             |
| Dieselolie                                                      | 44,8                                                            | 19.300                                                          | ---                                                             |
| Metan                                                           | 55,49                                                           |                                                                 | ---                                                             |
| Stenkul                                                         | 31,4                                                            | 13.500                                                          |                                                                 |
| Ethanol                                                         | 29,7                                                            | 12.800                                                          | 1,300                                                           |
| Bygas, koks, trækul                                             | 29,3                                                            | ---                                                             | ---                                                             |
| Tørv                                                            | 14,0                                                            | ---                                                             | ---                                                             |
| Træ                                                             | 19                                                              | ---                                                             | ---                                                             |
| Sortkrudt                                                       | 2,9                                                             | ---                                                             | ---                                                             |